# Judo na Letních olympijských hrách 2020

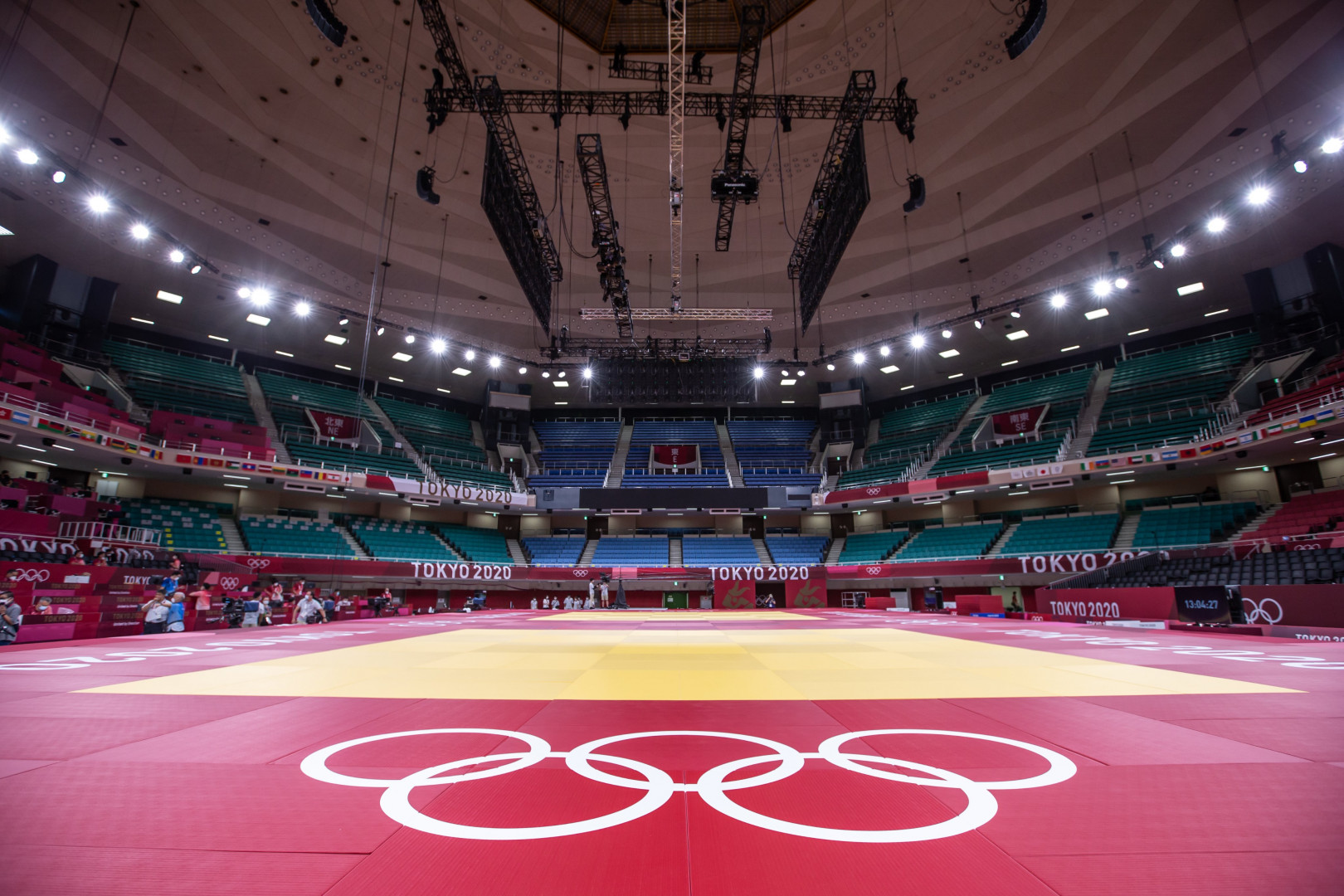

Soutěže v judu na Letních olympijských hrách 2020 v Tokiu proběhly v hale Nippon Budókan v období 24. července až 31. července 2021. Oproti Letním olympijským hrám 2016 v Riu de Janeiru byla do programu her přidána soutěž smíšených družstev a bylo tedy rozdáno 15 sad medailí.

## Program
- 24. 7. 2021 – superlehká váha (−60 kg, −48 kg)
- 25. 7. 2021 – pololehká váha (−66 kg, −52 kg)
- 26. 7. 2021 – lehká váha (−73 kg, −57 kg)
- 27. 7. 2021 – polostřední váha (−81 kg, −63 kg)
- 28. 7. 2021 – střední váha (−90 kg, −70 kg)
- 29. 7. 2021 – polotěžká váha (−100 kg, −78 kg)
- 30. 7. 2021 – těžká váha (+100 kg, +78 kg)
- 31. 7. 2021 – smíšená družstva

## Medailisté

### Muži
| Kategorie | Zlato                            | Stříbro                           | Bronz                                  |
| --------- | -------------------------------- | --------------------------------- | -------------------------------------- |
| −60 kg    | Naohisa Takató · Japonsko (JPN)  | Yang Yung-wei · Tchaj-wan (TPE)   | Eldos Smetov · Kazachstán (KAZ)        |
| −60 kg    | Naohisa Takató · Japonsko (JPN)  | Yang Yung-wei · Tchaj-wan (TPE)   | Luka Mkheidze · Francie (FRA)          |
| −66 kg    | Hifumi Abe · Japonsko (JPN)      | Važa Margvelašvili · Gruzie (GEO) | An Pa-ul · Jižní Korea (KOR)           |
| −66 kg    | Hifumi Abe · Japonsko (JPN)      | Važa Margvelašvili · Gruzie (GEO) | Daniel Cargnin · Brazílie (BRA)        |
| −73 kg    | Šóhei Óno · Japonsko (JPN)       | Laša Šavdatuašvili · Gruzie (GEO) | An Čchang-im · Jižní Korea (KOR)       |
| −73 kg    | Šóhei Óno · Japonsko (JPN)       | Laša Šavdatuašvili · Gruzie (GEO) | Cendočiryn Cogtbátar · Mongolsko (MGL) |
| −81 kg    | Takanori Nagase · Japonsko (JPN) | Saeid Mollaei · Mongolsko (MGL)   | Shamil Borchashvili · Rakousko (AUT)   |
| −81 kg    | Takanori Nagase · Japonsko (JPN) | Saeid Mollaei · Mongolsko (MGL)   | Matthias Casse · Belgie (BEL)          |
| −90 kg    | Laša Bekauri · Gruzie (GEO)      | Eduard Trippel · Německo (GER)    | Davlat Bobonov · Uzbekistán (UZB)      |
| −90 kg    | Laša Bekauri · Gruzie (GEO)      | Eduard Trippel · Německo (GER)    | Krisztián Tóth · Maďarsko (HUN)        |
| −100 kg   | Aaron Wolf · Japonsko (JPN)      | Čo Ku-ham · Jižní Korea (KOR)     | Jorge Fonseca · Portugalsko (POR)      |
| −100 kg   | Aaron Wolf · Japonsko (JPN)      | Čo Ku-ham · Jižní Korea (KOR)     | Nijaz Iljasov · Sportovci ROV (ROC)    |
| +100 kg   | Lukáš Krpálek · Česko (CZE)      | Guram Tušišvili · Gruzie (GEO)    | Teddy Riner · Francie (FRA)            |
| +100 kg   | Lukáš Krpálek · Česko (CZE)      | Guram Tušišvili · Gruzie (GEO)    | Tamerlan Bašajev · Sportovci ROV (ROC) |

### Ženy
| Kategorie | Zlato                                  | Stříbro                               | Bronz                                            |
| --------- | -------------------------------------- | ------------------------------------- | ------------------------------------------------ |
| −48 kg    | Distria Krasniqiová · Kosovo (KOS)     | Funa Tonakiová · Japonsko (JPN)       | Darija Bilodidová · Ukrajina (UKR)               |
| −48 kg    | Distria Krasniqiová · Kosovo (KOS)     | Funa Tonakiová · Japonsko (JPN)       | Mönchbatyn Uranceceg · Mongolsko (MGL)           |
| −52 kg    | Uta Abeová · Japonsko (JPN)            | Amandine Buchardová · Francie (FRA)   | Odette Giuffridaová · Itálie (ITA)               |
| −52 kg    | Uta Abeová · Japonsko (JPN)            | Amandine Buchardová · Francie (FRA)   | Chelsie Gilesová · Velká Británie (GBR)          |
| −57 kg    | Nora Gjakovaová · Kosovo (KOS)         | Sarah-Léonie Cysique · Francie (FRA)  | Jessica Klimkaitová · Kanada (CAN)               |
| −57 kg    | Nora Gjakovaová · Kosovo (KOS)         | Sarah-Léonie Cysique · Francie (FRA)  | Cukasa Jošidaová · Japonsko (JPN)                |
| −63 kg    | Clarisse Agbegnenouová · Francie (FRA) | Tina Trstenjaková · Slovinsko (SLO)   | Maria Centracchiová · Itálie (ITA)               |
| −63 kg    | Clarisse Agbegnenouová · Francie (FRA) | Tina Trstenjaková · Slovinsko (SLO)   | Catherine Beaucheminová-Pinardová · Kanada (CAN) |
| −70 kg    | Čizuru Araiová · Japonsko (JPN)        | Michaela Polleresová · Rakousko (AUT) | Madina Taimazová · Sportovci ROV (ROC)           |
| −70 kg    | Čizuru Araiová · Japonsko (JPN)        | Michaela Polleresová · Rakousko (AUT) | Sanne van Dijkeová · Nizozemsko (NED)            |
| −78 kg    | Šóri Hamadaová · Japonsko (JPN)        | Madeleine Malongaová · Francie (FRA)  | Anna-Maria Wagnerová · Německo (GER)             |
| −78 kg    | Šóri Hamadaová · Japonsko (JPN)        | Madeleine Malongaová · Francie (FRA)  | Mayra Aguiarová · Brazílie (BRA)                 |
| +78 kg    | Akira Soneová · Japonsko (JPN)         | Idalis Ortízová · Kuba (CUB)          | Iryna Kindzerská · Ázerbájdžán (AZE)             |
| +78 kg    | Akira Soneová · Japonsko (JPN)         | Idalis Ortízová · Kuba (CUB)          | Romane Dicková · Francie (FRA)                   |

### Smíšená družstva
| Kategorie        | Zlato | Stříbro | Bronz | Bronz |
| ---------------- | --- | --- | --- | --- |
| Smíšená družstva | Francie (FRA) · Clarisse Agbegnenouová · Amandine Buchardová · Guillaume Chaine · Axel Clerget · Sarah-Léonie Cysique · Romane Dicková · Alexandre Iddir · Kilian Le Blouch · Madeleine Malongaová · Margaux Pinotová · Teddy Riner | Japonsko (JPN) · Hifumi Abe · Uta Abeová · Čizuru Araiová · Šóri Hamadaová · Hisajoši Harasawa · Shoichiro Mukai · Takanori Nagase · Šóhei Óno · Akira Sone · Miku Taširová · Aaron Wolf · Cukasa Jošidaová | Německo (GER) · Johannes Frey · Karl-Richard Frey · Jasmin Grabowski · Katharina Menz · Dominic Ressel · Giovanna Scoccimarrová · Sebastian Seidl · Theresa Stollová · Martyna Trajdosová · Eduard Trippel · Anna-Maria Wagnerová · Igor Wandtke | Izrael (ISR) · Tohar Butbul · Raz Hershko · Li Kochman · Inbar Lanir · Sagi Muki · Timna Nelson-Levy · Peter Palčik · Shira Rishony · Ori Sason · Gili Sharir · Baruch Shmailov |

## Přehled medailí
| Pořadí           | Země             | Zlato | Stříbro | Bronz | Celkově |
| ---------------- | ---------------- | ----- | ------- | ----- | ------- |
| 1.               | Japonsko         | 9     | 2       | 1     | 12      |
| 2.               | Francie          | 2     | 3       | 3     | 8       |
| 3.               | Kosovo           | 2     | 0       | 0     | 2       |
| 4.               | Gruzie           | 1     | 3       | 0     | 4       |
| 5.               | Česko            | 1     | 0       | 0     | 1       |
| 6.               | Jižní Korea      | 0     | 1       | 2     | 3       |
| 6.               | Mongolsko        | 0     | 1       | 2     | 3       |
| 6.               | Německo          | 0     | 1       | 2     | 3       |
| 9.               | Rakousko         | 0     | 1       | 1     | 2       |
| 10.              | Kuba             | 0     | 1       | 0     | 1       |
| 10.              | Slovinsko        | 0     | 1       | 0     | 1       |
| 10.              | Tchaj-wan        | 0     | 1       | 0     | 1       |
| 13.              | Sportovci ROV    | 0     | 0       | 3     | 3       |
| 14.              | Brazílie         | 0     | 0       | 2     | 2       |
| 14.              | Itálie           | 0     | 0       | 2     | 2       |
| 14.              | Kanada           | 0     | 0       | 2     | 2       |
| 17.              | Ázerbájdžán      | 0     | 0       | 1     | 1       |
| 17.              | Belgie           | 0     | 0       | 1     | 1       |
| 17.              | Izrael           | 0     | 0       | 1     | 1       |
| 17.              | Kazachstán       | 0     | 0       | 1     | 1       |
| 17.              | Maďarsko         | 0     | 0       | 1     | 1       |
| 17.              | Nizozemsko       | 0     | 0       | 1     | 1       |
| 17.              | Portugalsko      | 0     | 0       | 1     | 1       |
| 17.              | Ukrajina         | 0     | 0       | 1     | 1       |
| 17.              | Uzbekistán       | 0     | 0       | 1     | 1       |
| 17.              | Velká Británie   | 0     | 0       | 1     | 1       |
| celkem (26 zemí) | celkem (26 zemí) | 15    | 15      | 30    | 60      |